# Albutoin
Albutoin là thuốc chống co giật. Nó được bán trên thị trường châu Âu dưới dạng CO-ORD và Euprax bởi Baxter Laboratories. Nó được đánh giá bởi Cục Quản lý Thực phẩm và Dược phẩm Hoa Kỳ, nhưng không được chấp thuận.